# گیل شوواد
گیل شوواد (انگلیسی: Gil Shwed؛ ۱۹۶۸) برنامه‌نویس، کارآفرین، مخترع، سرمایه‌دار و مدیر ارشد اجرایی اهل اسرائیل است، که به عنوان بنیان‌گذار و مدیرعامل شرکت چک پوینت فعالیت می‌کند. وی همچنین برندهٔ جوایزی همچون جایزه اسرائیل شده‌است.